# جواو فونسيكا
جواو فونسيكا (بالبرتغالية: João Fonseca‏) (19 فبراير 1948 في البرتغال - ) هو مدرب كرة قدم ولاعب كرة قدم برتغالي في مركز حراسة المرمى. شارك مع منتخب البرتغال لكرة القدم. أما مع النوادي، فقد لعب مع نادي أورينسي ونادي بنفيكا ونادي بورتو ونادي فارزيم ونادي ليتشويس ونادي فاماليساو ونادي تشافيس.

## وصلات خارجية
- جواو فونسيكا على موقع قاعدة بيانات كرة القدم.إي يو (الإنجليزية)
- جواو فونسيكا على موقع ناشيونال فوتبول تيمز (الإنجليزية)
- جواو فونسيكا على موقع عالم كرة القدم.نت (الإنجليزية)